# 玛莉恩·勒图尔杜
玛莉恩·勒图尔杜（法語：Marion Le Turdu，2000年4月6日—），法國女子羽毛球運動員。

## 簡歷
2018年4月，玛莉恩·勒图尔杜出戰克羅地亞羽毛球國際賽，與Melanie Potin合作拿得女子雙打比賽亞軍。

## 主要比賽成績
只列出曾進入準決賽的國際賽事成績：
| 年份   | 賽事                 | 公開賽級別 | 項目     | 拍檔          | 成績 |
| ------ | -------------------- | ---------- | -------- | ------------- | ---- |
| 2017年 | 歐洲青年羽毛球錦標賽 | 其他       | 混合團體 | －            | 冠軍 |
| 2018年 | 克羅地亞羽毛球國際賽 | 未來系列賽 | 女子雙打 | Melanie Potin | 亞軍 |
| 2018年 | 歐洲青年羽毛球錦標賽 | 其他       | 混合團體 | －            | 冠軍 |

| 2007-2017年 | 首要超級賽 | 超級賽 | 黃金大獎賽 | 大獎賽 | 國際挑戰賽 | 國際系列賽 | 未來系列賽 | 其他 |

| 2018-2026年 | 總決賽 | 超級1000賽 | 超級750賽 | 超級500賽 | 超級300賽 | 超級100賽 | 國際挑戰賽 | 國際系列賽 | 未來系列賽 | 其他 |